# Diego Pérez (voetballer)
Diego Fernando Pérez Aguado (Montevideo, 18 mei 1980) was een Uruguayaans betaald voetballer, Hij tekende in augustus 2010 een vierjarig contract bij Bologna FC 1909, dat hem overnam van AS Monaco. In 2015 besloot hij zijn voetbalcarrière te beëindigen.

## Interlandcarrière
Pérez maakte zijn debuut op vrijdag 13 juli 2001 in de Copa América-wedstrijd tegen Bolivia. Uruguay won dat duel met 1-0 door een doelpunt van Javier Chevantón. Andere debutanten namens de Celeste in dat duel waren Pablo Lima (Danubio FC), Joe Bizera (Deportivo La Coruña), Jorge Anchén (Danubio FC), Sebastián Eguren (Montevideo Wanderers), Javier Chevantón (Danubio FC), Carlos Morales (Deportivo Toluca) en Richard Morales (Club Nacional). Pérez nam met Uruguay deel aan drie WK-eindronden: 2002, 2010 en 2014.